# 俄羅斯經濟地區

中央經濟地區
中央黑土經濟地區
東西伯利亞經濟地區
遠東經濟地區
北方經濟地區
北高加索經濟地區
西北經濟地區
伏爾加經濟地區
烏拉爾經濟地區
伏爾加-維亞特卡經濟地區
西西伯利亞經濟地區
加里寧格勒经济地区

俄羅斯經濟地區（俄语：экономи́ческие райо́ны）是俄羅斯聯邦的一種分區方式。
俄羅斯全國按照以下基準，被分為12個地區：
- 有共同的經濟社會目標和參加的開發計劃
- 經濟狀況、發展潛力
- 氣候、環境、地理（地形）
- 關於建築的技術檢查標準
- 關税
- 人口

聯邦構成主體不能同時屬多個經濟地區。一個經濟地區可分為多個經濟地帶。經濟地區和經濟地帶的改廢設置是俄羅斯聯邦政府的權力。經濟地區的設置目的和俄羅斯聯邦管區的設置目的不同，主要是爲了經濟和統計目的而設置，聯邦管區則是出於行政目的而設置。
原本俄羅斯的外飛地——加里寧格勒州並不屬於其中的任何一個經濟地區，而是更類似於一個享受特別經濟和金融政策的經濟特區。2019年正式设立加里宁格勒经济地区。

## 构成
| 经济区                    | 俄罗斯联邦实体 | 人口            | 面积              | 位置 |
| 1. 中央经济地区           | 1. 布良斯克州 2. 弗拉基米尔州 3. 伊万诺沃州 4. 卡卢加州 5. 科斯特罗马州 6. 莫斯科州 7. 奥廖尔州 8. 梁赞州 9. 斯摩棱斯克州 10. 特维尔州 11. 图拉州 12. 雅罗斯拉夫尔州 13. 莫斯科                                                                                         | 3210.7万 (2021) | 482,300平方公里   |      |
| 2. 中央黑土经济地区       | 1. 别尔哥罗德州 2. 沃罗涅日州 3. 库尔斯克州 4. 利佩茨克州 5. 坦波夫州 6. 顿涅茨克人民共和国 7. 卢甘斯克人民共和国 | 699.8万 (2021)  | 167,900平方公里   |      |
| 3. 东西伯利亚经济地区     | 1. 图瓦共和国 2. 哈卡斯共和国 3. 克拉斯诺亚尔斯克边疆区 4. 伊尔库茨克州 | 606.7万 (2021)  | 3371,800平方公里  |      |
| 4. 远东经济地区           | 1. 布里亞特共和國 2. 外贝加尔边疆区 3. 萨哈（雅库特）共和国 4. 堪察加边疆区 5. 滨海边疆区 6. 哈巴洛夫斯克边疆区 7. 阿穆尔州 8. 马加丹州 9. 萨哈林州 10. 犹太自治州 11. 楚科奇自治区                                                                                     | 612.2万 (2022)  | 6952,600平方公里  |      |
| 5. 北方经济地区           | 1. 卡累利阿共和国 2. 科米共和国 3. 阿尔汉格尔斯克州 4. 沃洛格达州 5. 摩尔曼斯克州 6. 涅涅茨自治区 | 438.5万 (2021)  | 1476,600平方公里  |      |
| 6. 北高加索经济地区       | 1. 阿迪格共和国 2. 达吉斯坦共和国 3. 印古什共和国 4. 卡巴尔达-巴尔卡尔共和国 5. 卡拉恰伊-切尔克斯共和国 6. 克里米亚共和国 7. 北奥塞梯-阿兰共和国 8. 车臣共和国 9. 克拉斯诺达尔边疆区 10. 斯塔夫罗波尔边疆区 11. 罗斯托夫州 12. 塞瓦斯托波尔 13. 赫尔松州 14. 扎波罗热州 | 2272.5万 (2021) | 381,600平方公里   |      |
| 7. 西北经济地区           | 1. 列宁格勒州 2. 诺夫哥罗德州 3. 普斯科夫州 4. 圣彼得堡 | 848.9万 (2021)  | 195,200平方公里   |      |
| 8. 伏尔加经济地区         | 1. 卡尔梅克共和国 2. 鞑靼斯坦共和国 3. 阿斯特拉罕州 4. 伏尔加格勒州 5. 奔萨州 6. 萨马拉州 7. 萨拉托夫州 8. 乌里扬诺夫斯克州 | 1556.4万 (2021) | 539,800平方公里   |      |
| 9. 乌拉尔经济地区         | 1. 巴什科尔托斯坦共和国 2. 乌德穆尔特共和国 3. 彼尔姆边疆区 4. 库尔干州 5. 奥伦堡州 6. 斯维尔德洛夫斯克州 7. 车里雅宾斯克州 | 1845.6万 (2021) | 823,300平方公里   |      |
| 10. 伏尔加-维亚特卡经济区 | 1. 马里埃尔共和国 2. 莫尔多瓦共和国 3. 楚瓦什共和国 4. 基洛夫州 5. 下诺夫哥罗德州 | 702万 (2021)    | 264,800平方公里   |      |
| 11. 西西伯利亚经济区      | 1. 阿尔泰共和国 2. 阿尔泰边疆区 3. 克麦罗沃州 4. 新西伯利亚州 5. 鄂木斯克州 6. 托木斯克州 7. 秋明州 8. 汉特-曼西自治区（尤格拉） 9. 亚马尔-涅涅茨自治区 | 1462.9万 (2021) | 2,454,000平方公里 |      |
| 12. 加里宁格勒经济地区    | 1. 加里宁格勒州 | 102.8万 (2021)  | 15,100平方公里    |      |

## 外部連結
- 俄羅斯地區劃分（页面存档备份，存于）